# 庫爾內拉湖
46°37′36″N 8°42′49″E / 46.62667°N 8.71361°E

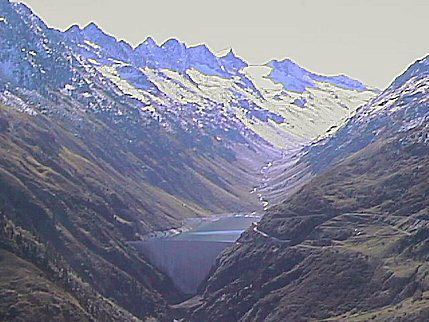

庫爾內拉湖（Lai da Curnera），是瑞士的水庫，位於該國東南部，由格勞賓登州負責管轄，面積0.8平方公里，海拔高度1,956米，最大水深136米，水體容量4,110萬立方米。